# Ahmed Saleh
Ahmed Saleh (n.1972) es el hijo del expresidente de Yemen Ali Abdullah Saleh y se lo considera el sucesor de su padre. Es conocido por su corrupción; ha acaparado una gran cantidad de propiedades sin pagar ni obtener permiso de sus anteriores propietarios. El 14 de abril de 2015, la Oficina de Control de Activos Extranjeros del Departamento del Tesoro de los Estados Unidos agregó a Saleh a la lista de Nacionales Especialmente Designados, prohibiendo a los ciudadanos y empresas estadounidenses interactuar con Saleh o sus activos.